# Leon Luini
Leon Luini (Pietra Ligure, 19 de novembro de 2000) é ex-voleibolista indoor, atualmente um jogador de vôlei de praia neerlandês.

## Carreira
Ele é filho da MVP olímpica em 1996, Cintha Boersma, sobrinho de Emiel Boersma e neto da dirigente Carla, vem de uma família dedicada ao voleibol e iniciou sua trajetória no voleibol de quadra, revelado nas categorias de base do PDK-Huizen e disputou como ponteiro a segunda divisão na temporada 2016-17, época que apesar da pouca idade demonstrava ser um grande talento representou a seleção neerlandesa nos qualificatórios Sub-19 em 2015, também Sub-19, desta vez como oposto na edição de 2017; e como ponteiro na categoria Sub-20 em 2018, e na temporada 2017-18,transferiu-se para o VV Compaen e para atuar como ponteiro passador. Na temporada de 2019-20, foi contratado pelo Talentteam Papendal.
Em 2020, iniciou com Matthew Immers no circuito nacional, obtendo o  segundo lugar em Utrecht, o quinto lugar em Breda e Scheveningen e conquistaram o terceiro lugar em Almelo, depois, obteve a mesma posição com Dries Koekelkoren em Zaanstad, com Matthew Immer conquistou o bronze na etapa de Montpellier pelo circuito francês.Estiveram juntos no Campeonato Europeu  Sub-22 em Baden e terminaram na quinta posição. No circuito nacional de 2021, atuou com Thijs Nijeboerl e conquistaram o título em Zaandam, segundo lugar em Zutphen, Utrecht, Groningen e Almelo,  terceiro em Heerenveen,  quarto  em Scheveningen e  quinta posição em Tilburg, e juntos estrearam no circuito mundial, no torneio uma estrela em Liubliana, quando finalizaram na vigésima primeira posição, décimo sétimo no uma estrela em Cortegaça, primeiro pódio com a medalha de bronze no torneio uma estrela de Varsóvia, nona posição no uma estrela de Apeldoorn, e com Mees Sengers terminou na décima terceira posição em Nijmegen.
Na jornada seguinte forma dupla com Ruben Penninga,  e no circuito mundial de 2022, terminaram na décima nona posição no Challenge em Tlaxcala, medalhistas de bronze no Challenge de Itapema, nono lugar no Challenge de Doha, décima nona posição no Challenge de Kuşadası, vigésimo primeiro lugar no Elite 16 de Ostrava,  décimo sétimo lugar no Mundial de Roma 2022, ainda ocuparam a nona posição no Elite 16 em Gstaad e no Challenge de Espinho, obtendo a medalha de ouro no Challenge de Agadir, a quarta posição no  Elite 16 em Hamburgo, quinto lugar  no Challenge de Agadir e no Elite 16 de Hamburgo, décimo terceiro  no Elite 16 de Paris e nono em Cidade do Cabo, e ainda terminaram na décima sétima posição na edição do Campeonato Europeu de Voleibol de Praia de 2022 em Munique.
Em 2023, esteve novamente com Ruben Penninga e terminaram no circuito mundial, em décimo sétimo lugar no Challenge de La Paz (México), vigésimo primeiro lugar no Elite 16 de Tepic, trigésima terceira posição no Challenge de Itapema, décimo nono lugar no Challenge de Saquarema, vigésimo primeiro lugar no Elite 16 de Uberlândia, depois, muda de parceria, e conquista ao lado de Yannick Verberne o título nacional da etapa de Zaadam, novamente alterna a parceria e joga com Christiaan Varenhorst  no Challenge de espinho e finalizaram na décima nona posição, quinto lugar no  Challenge de Edmonton e o vigésimo primeiro no Elite 16 de Montreal e conquistou ao lado de Yorick de Groot, a medalha de prata no Campeonato Europeu de 2023 em Viena.

## Títulos e resultados
- Challenge de Itapema do Circuito Mundial de 2022
- 1* de Varsóvia do Circuito Mundial de 2021
- 1* de Montpellier do Circuito Mundial de 2020